# Louis J. Battan
Louis J. Battan (9 de febrero de 1923 - 29 de octubre de 1986) se doctoró en la Universidad de Chicago en 1953, donde fue contratado para trabajar en Física de las nubes y de las precipitaciones . En 1958 fue nombrado profesor de meteorología y director asociado del Instituto de Física Atmosférica de la Universidad de Arizona, en Tucson.

## Legado
Entre su obra y contribuciones al mundo de la meteorología se encuentran los libros:
- 1964. The nature of violent storms (La Naturaleza de las Tormentas, en español, EUDEBA). 158 p.
- 1965. Física y siembra de nubes. Volumen 26 de Ciencia joven. EUDEBA. 159 p.
- 1980 The unclean sky; a meteorologist looks at air pollution. 153 p.
- Cloud physics and cloud seeding
- Radar observes the weather (El radar explora la atmósfera, en español)
- 1969. Harvesting the Clouds: Advances in Weather Modification. 148 p.
- 1984. Fundamentals of Meteorology.
- 1983. Weather in Your Life. 230 p. ISBN 0-7167-1437-X
- Radar meteorology
- Radar observation of the atmosphere
- Weather. Foundations of Earth Science Series. Englewood Cliffs, New Jersey: Prentice Hall. 1974. p. 74. ISBN 0139477624.
- The Thunderstorm
- 2003. Cloud Physics: A Popular Introduction to Applied Meteorology. 160 p.
- 1978. El Tiempo atmosférico. Ed. Omega. 144 p. ISBN 84-282-0436-5